# 蜜三刀

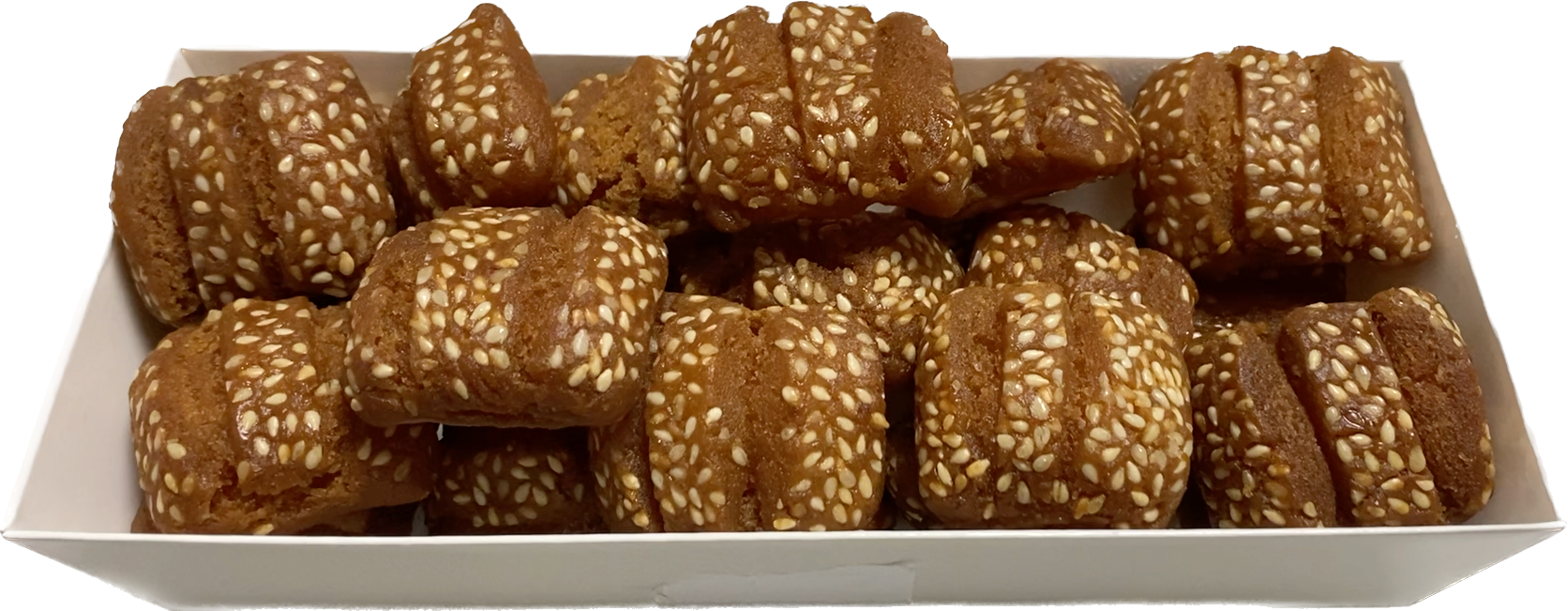
蜜三刀

蜜三刀是中國华北地区的一种传统京式糕点，主要由面粉、麦芽糖、食用油混合后油炸、透浆而成。在制作生胚时需划上三刀，故而得名。
将面粉、水、油调制成水油面团，称为“皮”。将面粉、麦芽糖、水、油调制成糖油面团，称为“馅”。馅的用料多于皮。将皮和馅分别擀平成同样大小的长方形，将馅铺在皮上，撒上白芝麻。再次擀平后，先纵向割成长条，再以两刀（或三刀）划痕、一刀斩断的方式，横向切割成麻将牌状的小块生坯。将生坯投入热油中炸制，捞出后放入由砂糖和饴糖熬成的糖浆中浸润，吸饱糖浆后捞出晾凉即成。成品呈金黄色，外酥里糯，内含流心。
北京、山东金乡、青州、江苏徐州等地，均有以制作蜜三刀闻名的店商。山西太原、晋中一带的双糖油食，其制作工艺亦与蜜三刀相似。